# Roberto Carlos
Roberto Carlos da Silva Rocha  (Garça, 10. travnja, 1973.), poznatiji kao
Roberto Carlos bivši je brazilski nogometaš i nogometni trener. Nastupao je za brazilsku nogometnu reprezentaciju na čak tri svjetska prvenstva, uključujući i svjetsko prvenstvo 2002. kada je Brazil osvojio naslov prvaka.
Prije nego što je potpisao za Fenerbahçe, jedanaest godina je igrao za Real Madrid s kojim je osvojio četiri domaća
prvenstva, tri puta Ligu prvaka i dva Interkontinentalna kupa.
FIFA ga je 1997. proglasila drugim najboljim svjetskim igračem, iza Ronalda.

## Klupska karijera
Roberto Carlos je profesionalnu karijeru započeo u Palmeirasu, a s 22 godine 
prelazi u milanski Inter. U Interu se zadržao samo jednu sezonu, te 1996.
potpisuje za Real Madrid. 

### Real Madrid (1996. – 2007.)
Roberto Carlos je igrao za madridski Real čak 11 sezona, te je u tom razdoblju u svim natjecanjima skupio 512 nastupa i 
zabio 65 golova. U siječnju 2006. postao je rekorder po najvećem broju nastupa za Real od ne-španjolskih igrača, 
oborivši tako rekord Argentinca Alfreda di Stefana koji je za Real nastupio 329 puta.
Postao je jedan od najstandardnijih igrača u Realovoj postavi, igravši 10 sezona zaredom 30 ili više ligaških utakmica.
Dana 9. ožujka, 2007., objavio je da ne želi produžiti ugovor s Realom, te je 19. lipnja iste godine potpisao
dvogodišnji ugovor za turski Fenerbahçe.

### Fenerbahçe (2007. – 2010.)
U svojoj prvoj službenoj utakmici za turskog prvaka, Fener je osvojio turski superkup protiv Besiktasa,
a 25. kolovoza 2007. Roberto Carlos je postigao i svoj prvi gol za novi klub. 

### Corinthians (2010. – 2011.)
Dana 5. siječnja, 2010., objavljeno je da je potpisao za brazilski nogometni klub Corinthians, u kojem igra njegov veliki prijatelj Ronaldo.

## Reprezentacija
Roberto Carlos je za brazilsku nogometnu reprezentaciju nastupio čak 125 puta, te je 
zabio 24 gola. Nastupao je na svjetskim prvenstvima 1998., 2002. i 2006. Igrao je u finalu svjetskog prvenstva 2002.,
na kojem je Brazil osvojio svoj peti naslov svjetskog prvaka. 
Svoju reprezentativnu karijeru završio je 2006., nakon poraza u četvrtfinalu svjetskog prvenstva od Francuske. 

## Statistika
| Klub        | Sezona | Liga    | Liga   | Kup     | Kup    | Europska natjecanja | Europska natjecanja | Total   | Total  |
| Klub        | Sezona | Nastupi | Golovi | Nastupi | Golovi | Nastupi             | Golovi              | Nastupi | Golovi |
| ----------- | ------ | ------- | ------ | ------- | ------ | ------------------- | ------------------- | ------- | ------ |
| Palmeiras   | 1993   | 20      | 1      | -       | -      | -                   | -                   | 20      | 1      |
| Palmeiras   | 1994   | 24      | 2      | -       | -      | -                   | -                   | 24      | 2      |
| Palmeiras   | 1995   | 24      | 2      | -       | -      | -                   | -                   | 24      | 2      |
| Palmeiras   | Total  | 68      | 5      | -       | -      | -                   | -                   | 68      | 5      |
| Inter Milan | 95-96  | 30      | 5      | 2       | 1      | 2                   | 1                   | 34      | 7      |
| Inter Milan | Total  | 30      | 5      | 2       | 1      | 2                   | 1                   | 34      | 7      |
| Real Madrid | 96-97  | 37      | 5      | 5       | 0      | 0                   | 0                   | 42      | 5      |
| Real Madrid | 97-98  | 35      | 4      | 1       | 1      | 9                   | 2                   | 45      | 7      |
| Real Madrid | 98-99  | 35      | 5      | 4       | 0      | 8                   | 0                   | 47      | 5      |
| Real Madrid | 99-00  | 35      | 4      | 3       | 0      | 17                  | 3                   | 55      | 7      |
| Real Madrid | 00-01  | 36      | 5      | 0       | 0      | 14                  | 4                   | 50      | 9      |
| Real Madrid | 01-02  | 31      | 2      | 6       | 1      | 13                  | 2                   | 50      | 5      |
| Real Madrid | 02-03  | 37      | 5      | 1       | 0      | 15                  | 1                   | 53      | 6      |
| Real Madrid | 03-04  | 32      | 5      | 7       | 1      | 8                   | 2                   | 47      | 8      |
| Real Madrid | 04-05  | 34      | 3      | 2       | 0      | 10                  | 1                   | 46      | 4      |
| Real Madrid | 05-06  | 35      | 5      | 3       | 1      | 7                   | 0                   | 45      | 6      |
| Real Madrid | 06-07  | 23      | 3      | 1       | 0      | 8                   | 0                   | 32      | 3      |
| Real Madrid | Total  | 370     | 46     | 33      | 4      | 109                 | 15                  | 512     | 65     |
| Fenerbahçe  | 07-08  | 21      | 2      | 3       | 0      | 8                   | 0                   | 32      | 2      |
| Fenerbahçe  | Total  | 21      | 2      | 3       | 0      | 8                   | 0                   | 32      | 2      |
| Ukupno      |        | 489     | 58     | 38      | 5      | 119                 | 16                  | 646     | 79     |

## Trofeji

### Klub
- Palmeiras
  - Brazilska liga: 1993, 1994
  - Turnir Rio-Sao Paulo: 1993
  - Prvenstvo Sao Paula: 1993, 1994
- Real Madrid
  - La Liga: 1996-97, 2000-01, 2002-03, 2006-07
  - Španjolski super kup: 1997, 2001, 2003
  - UEFA Liga prvaka: 1997-98, 1999-00, 2001-02
  - Europski super kup: 2002
  - Interkontinentalni kup: 1998, 2002
- Fenerbahce
  - Turski super kup: 2007

### Reprezentacija
- Brazil
  - Copa América: 1997, 1999
  - Svjetsko prvenstvo u nogometu – Južna Koreja i Japan 2002.: 2002

## Vanjske poveznice
- Roberto Carlos: službena stranica  Arhivirana inačica izvorne stranice od 11. listopada 2007. (Wayback Machine)
- FootballDatabase profil i statistika